# Alphonse Karr
Pour les articles homonymes, voir Karr.
Jean Baptiste Alphonse Karr, né à Paris le 24 novembre 1808 et mort à Saint-Raphaël le 30 septembre 1890, est un romancier et journaliste français.
Il est le fils du compositeur français Henri Karr (1784-1843) et l'oncle de l'écrivaine féministe espagnole Carme Karr (1865-1943) et de l'écrivaine française Violette Bouyer-Karr (1875-1975).

## Biographie
Alphonse est le fils du pianiste compositeur munichois Henri Karr. Il étudie à Paris au collège Bourbon et, dès l’âge de vingt ans, y enseigne quelque temps, en tant que professeur suppléant. Il abandonne l’enseignement pour s’adonner à la poésie, et n’écrit qu’en vers. Il espère alors gagner sa vie grâce à ses poèmes, et envoie une pièce en vers au journal Le Figaro, lequel lui répond que ses vers ne seront pas publiés, et lui conseille d’écrire en prose. Alphonse Karr décide de travailler ses textes en prose pour pouvoir avoir un revenu. Il réécrit Sous les tilleuls en prose, et se fait publier. C’est ainsi qu’en 1832, à l’âge de 24 ans, il débute dans la littérature avec son roman le plus célèbre, Sous les tilleuls, paru en deux volumes, qui lui valut son entrée au Figaro.
Il se marie « fort jeune » en 1834 avec la fille du notaire chez qui il travaillait à Mondoubleau, laquelle obtiendra quelques années plus tard une demande de séparation de corps par le tribunal. Ils ont une fille, Jeanne Marie Louise Thérèse,, née le 2 septembre 1834 à Saint-Maur-des-Fossés. Celle-ci écrira de courts récits, des romans, et fera des traductions de l’allemand sous le nom de Thérèse Karr. Elle écrira aussi sous divers pseudonymes, comme celui de Pierre Rosenkranz.
En 1836, Alphonse Karr participe à La Chronique de Paris, fondée par Honoré de Balzac, dont la parution ne durera que six mois, mais qui fut un joyeux intermède.

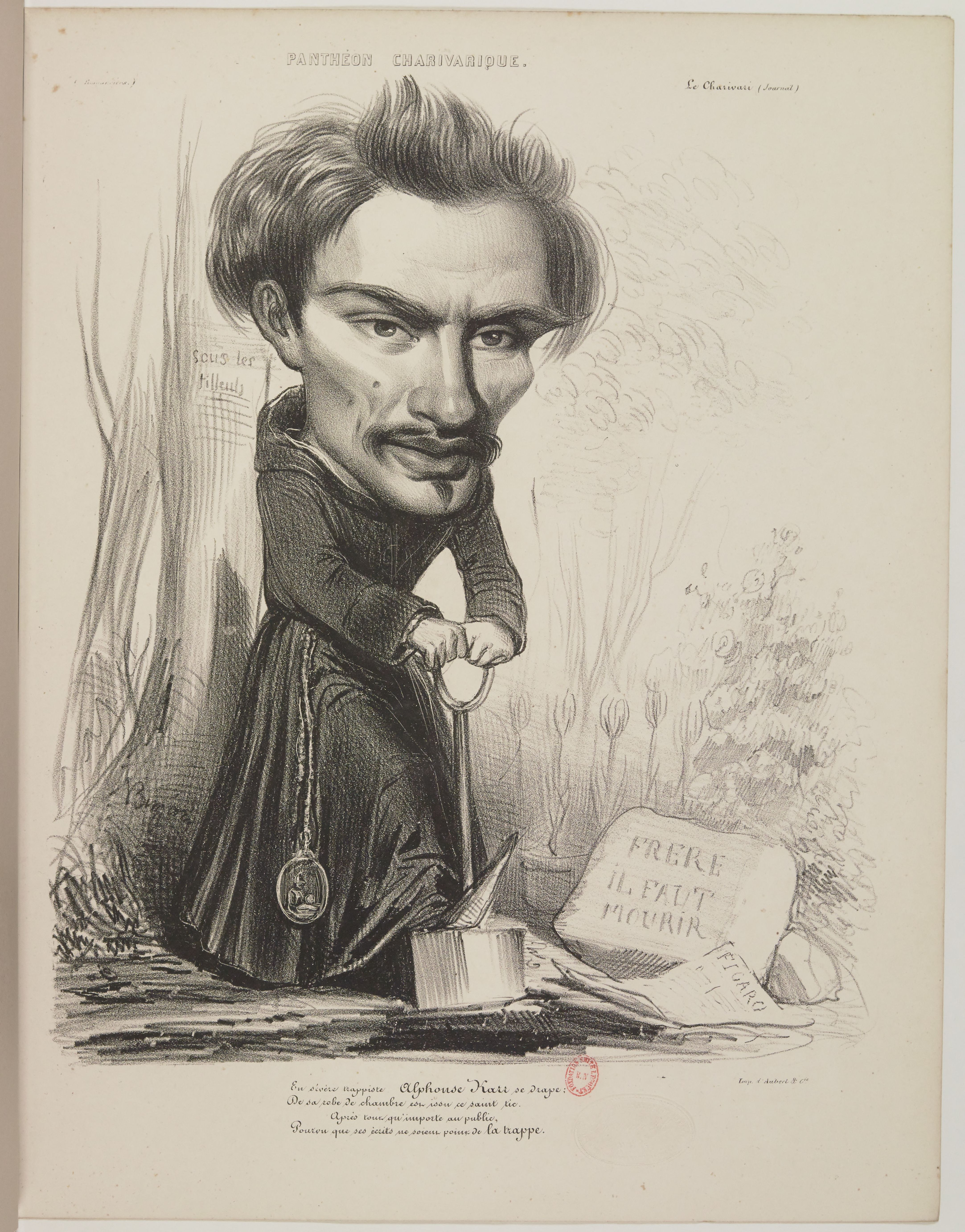
Caricature d'Alphonse Karr par B. Roubaud, av. 1848

Ami de Victor Hugo, il est un auteur associé au courant romantique. Son roman Histoire de Romain d’Étretat fait connaître Étretat, où il se rendait souvent. Par ses écrits et son réseau d’amis (artistes ou romanciers), il contribue aussi à la réputation de Trouville et d'Honfleur. Son succès littéraire a également permis de populariser une autre station balnéaire normande, celle de Sainte-Adresse près du Havre, dont il est le conseiller municipal de 1843 à 1849 et dont il fait le cadre de plusieurs romans.
L'été, il aimait se rendre au Boucanet pour se promener le long de la plage, il écrit notamment « Si j'avais à montrer la mer à un ami pour la première fois, c'est Le Boucanet que je choisirais. »[réf. souhaitée]
Parallèlement à ses articles au Figaro, il écrit également dans les revues Entr’acte, la Revue de Paris et Le Corsaire, puis il signe des feuilletons dans La Presse et Le Siècle. Il devient ensuite rédacteur en chef au Figaro, de 1836 à 1838.

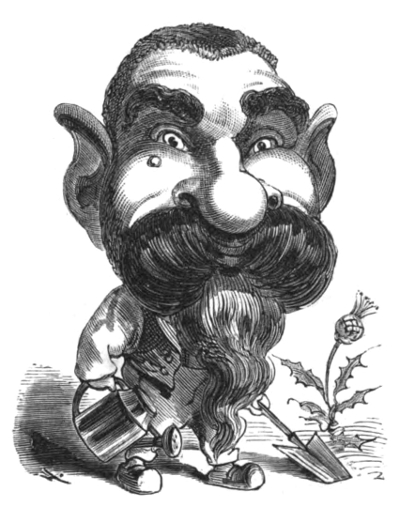
Caricature d’Alphonse Karr par Touchatout dans le Trombinoscope.

De 1839 à 1849, il publie une revue satirique, Les Guêpes (reprenant ainsi Aristophane), dont il est l’unique rédacteur, dans laquelle il vitupère contre la plupart des célébrités de son époque. C’est le second succès phénoménal de sa carrière littéraire. Il y écrit notamment en janvier 1849 la phrase : « Si l'on veut abolir la peine de mort, en ce cas, que MM. les assassins commencent : qu'ils ne tuent pas, on ne les tuera pas ».
En 1843, il relate, dans Le Siècle, le drame au cours duquel Léopoldine Hugo et son mari Charles Vacquerie ont trouvé la mort dans un naufrage sur la Seine, à Villequier. C’est par cet article que Victor Hugo, alors en voyage dans les Pyrénées, apprend la mort de sa fille et de son gendre.
Il participe également au journal L’Événement, quotidien créé par Victor Hugo en 1848, et qui parut jusqu’en 1851.
En 1840, ayant fait allusion, au cours d’une visite au salon littéraire de Louise Colet, aux amours de la maîtresse de maison avec Victor Cousin, celle-ci furieuse lui donne dans le dos un coup de couteau de cuisine. Blessé sans gravité, il ne porte pas plainte mais expose le couteau sur le mur de sa chambre du no 46 rue Vivienne avec cette inscription : « Donné par Louise Colet… dans le dos ».
Pour Karr, opposant à la monarchie constitutionnelle, l’abdication du roi Louis-Philippe puis l’instauration de la IIe République en 1848 est une bonne nouvelle. Il échoue de peu à être député de la Seine-Inférieure. Il fonde Le Journal pour soutenir le général Louis Eugène Cavaignac mais le périodique ne dure que trois mois. Le coup d’État de 1851 par Louis-Napoléon Bonaparte, le futur Napoléon III, l’oblige à se retirer sur la côte d'Azur, alors située dans le royaume de Piémont-Sardaigne.

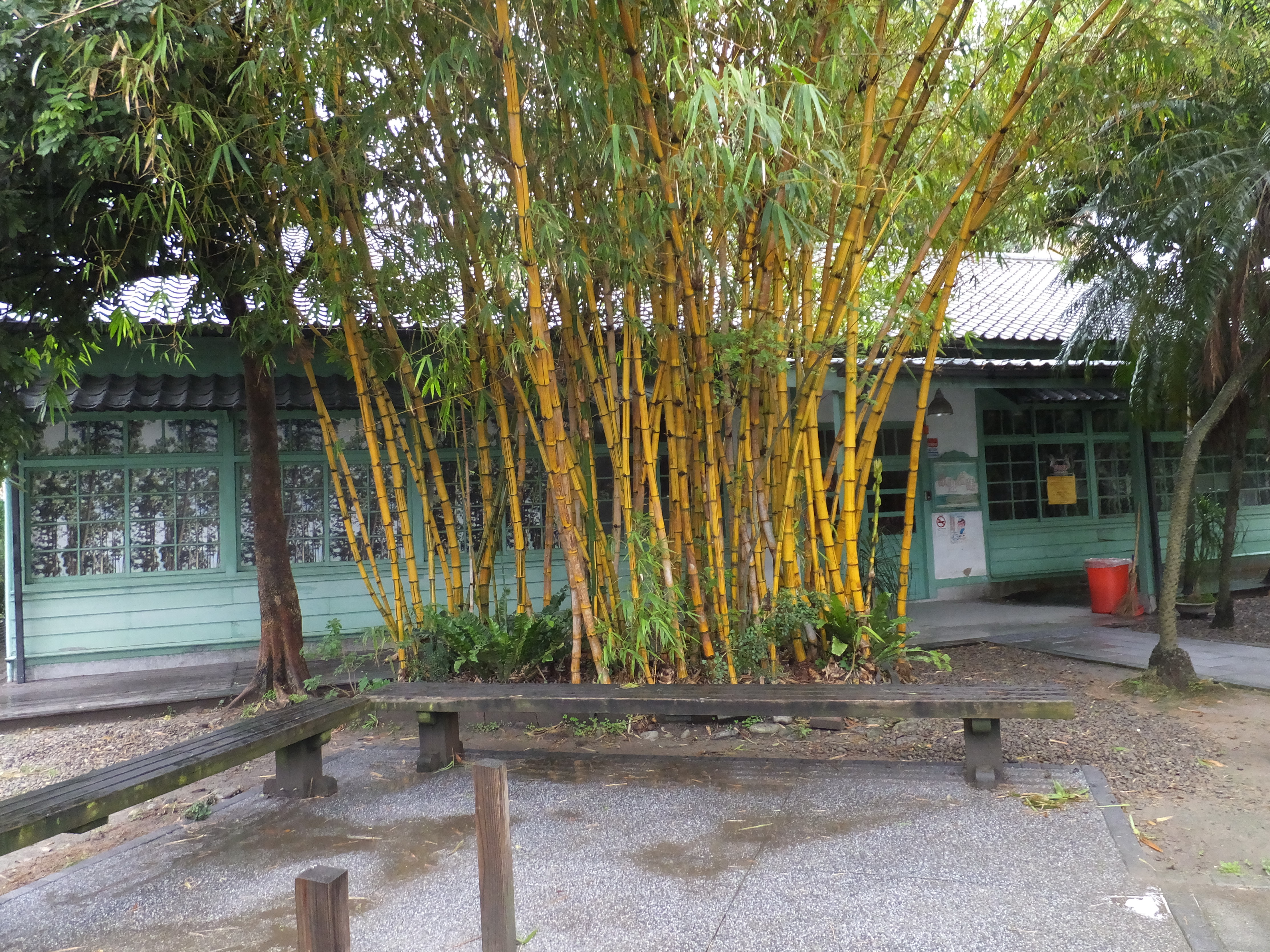
Bambusa multiplex Alphonse Karr à Zhudong (Taïwan)

Il s’installe précisément à Nice, où, tout en continuant à écrire, il loue une propriété agricole dans le quartier Saint-Étienne. Il développe une activité de floriculture (1853 à 1867) et il ouvre avec succès, au 8 place du jardin Public, un magasin de vente de bouquets de fleurs, de fruits et légumes, destiné à une clientèle d’hivernants. Son intérêt et sa connaissance des jardins expliquent qu’une poire, la Poire Alphonse Karr, un bambou, le Bambusa multiplex Alphonse Karr, et un dahlia aient été nommés en son hommage. Toujours ironisant, il a aussi publié un traité intitulé Comment insulter les plantes en latin.

Alphonse Karr est à l'origine de la première « Bataille des fleurs » pendant le Carnaval de Nice.

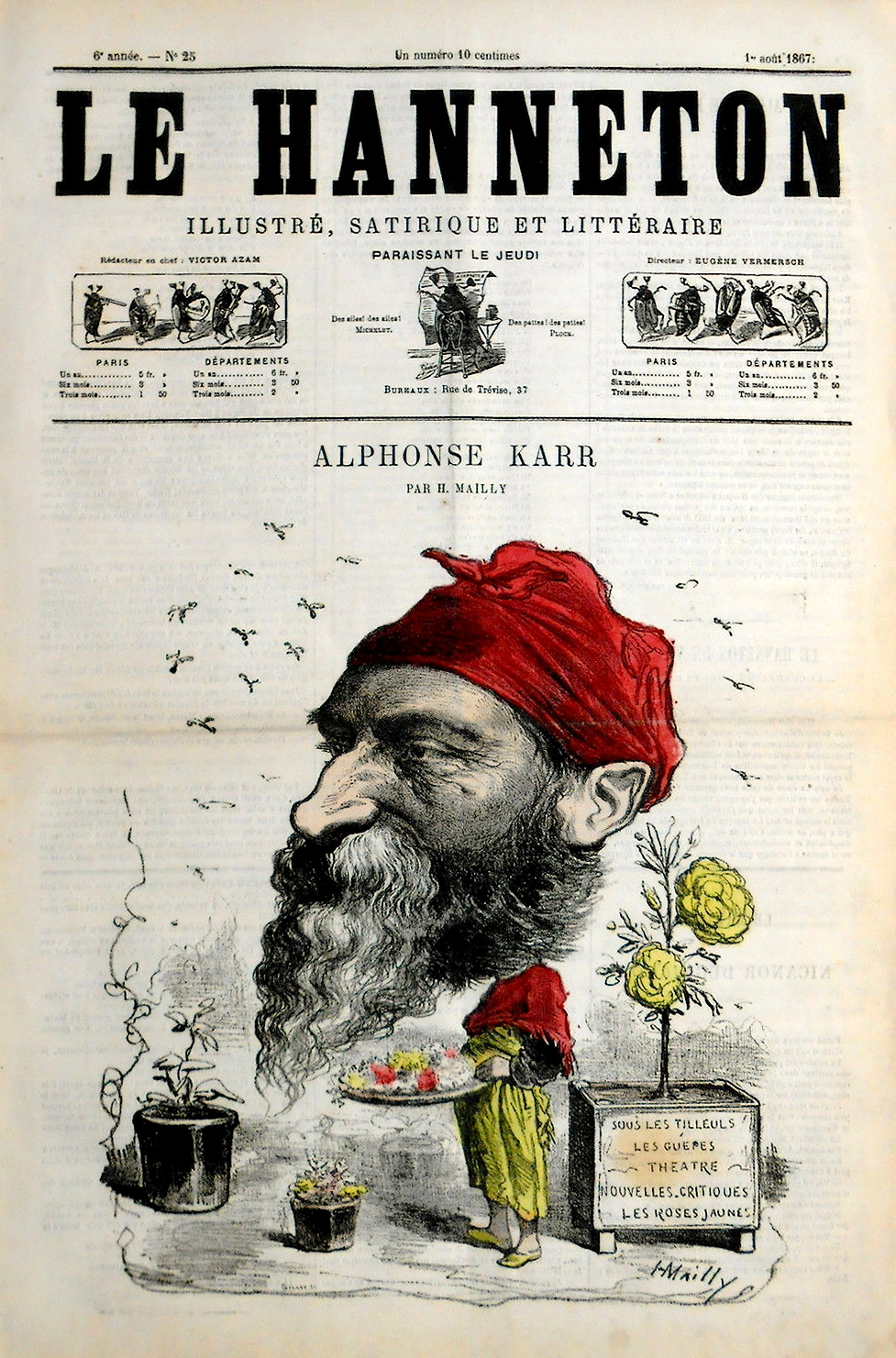
Caricature d’Alphonse Karr par Hippolyte Mailly pour le Hanneton du 1 aout 1867.

Sa fille Jeanne naît en 1852. Elle se mariera avec le peintre, photographe et architecte Léon Bouyer. Ils auront trois enfants, Suzanne l’aînée (nom d’épouse Gauvin), Alphonse né en 1872, puis Violette, née en 1875. Violette Bouyer-Karr publiera à son tour plusieurs romans et nouvelles,, et sera membre puis secrétaire de la Société des Gens de Lettres.
Il quitte Nice en 1865, exproprié par la construction de la gare de Nice-Ville, et il s’installe à Saint-Raphaël.
En 1870, il assiste la famille Bayon dans l’affaire Guillaume Bayon, à Saulce-sur-Rhône, une affaire criminelle jugée par la Cour d’assises de la Drôme, le 27 avril 1870. En mars 1871, il publie une lettre ouverte (JO de la Commune de Paris, 6 avril) très réticente à Thiers et proposant des mesures républicaines très radicales (suppression de l’armée, mise en loterie des biens de la couronne, etc.)
En 1882, la Ligue populaire contre la vivisection se créait, le président d’honneur était Victor Hugo et le président en exercice l’écrivain Alphonse Karr. Comme la SPA, créée en 1845, cette société allait veiller à la stricte application de la loi Grammont. Cette loi, qui avait été votée le 2 juillet 1850 par l’Assemblée nationale, punissait d’une amende de un à quinze francs, mais aussi de un à cinq jours de prison « les personnes ayant exercé publiquement et abusivement des mauvais traitements envers les animaux domestiques », une précision était apportée : la peine de prison sera toujours appliquée en cas de récidive.
Alphonse Karr, qui aimait jouer aux dominos, était membre du club des dominotiers, fondé vers 1838 par le sculpteur Dantan jeune.

Il avait été nommé chevalier de la Légion d’honneur, en 1845, et l’Académie française lui décerne le prix Vitet en 1875.

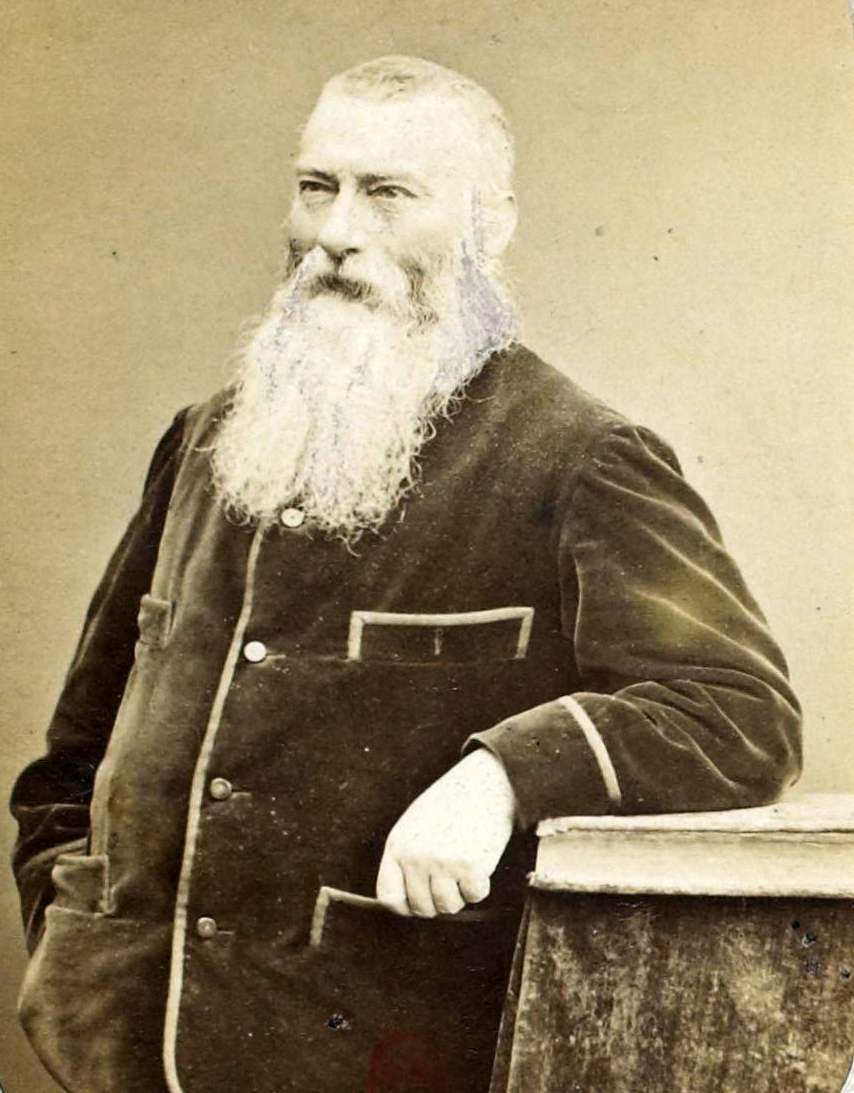
Alphonse Karr par Nadar, 1865-1870

Son dernier succès littéraire, l’Esprit d’Alphonse Karr, est une simple compilation de ses bons mots.
Sa nouvelle Les Willis a été à la base de l’opéra Le Villi de Giacomo Puccini (1884).
Malade depuis plusieurs jours d’une fluxion de poitrine, il meurt en 1890 à l’âge de 81 ans, dans sa villa de Saint-Raphaël, appelée « Maison Close », aux côtés de sa fille Jeanne, de son gendre Léon, et de ses petits-enfants. Il est enterré au cimetière tout proche, auquel la commune donnera son nom,, sous une tombe en forme de tronc d’arbre. Viendront reposer auprès de lui sa fille Jeanne (1852-1929), son gendre Léon Bouyer (1844-1916) et un de leurs enfants, son petit-fils Auguste (1874-1920).
Peu après son décès, ses amis lancent une souscription pour édifier un monument à sa mémoire. Ils en confient la réalisation au sculpteur niçois Louis Maubert. Ce monument inauguré en 1906 a disparu, le buste en bronze représentant Alphonse Karr ayant été fondu sous Vichy lors de la Seconde Guerre mondiale pour la récupération du métal. Le modèle du buste est conservé au Musée d'art et d'histoire de Draguignan.
Sa petite-fille, l’écrivain Violette Bouyer-Karr (1875-1975), née à la « Maison Close », « se vit dans l’obligation de gérer le domaine légué par ses parents ». En 2014, un essai lui est consacré : L’humble Violette, femme forte, écrit par Françoise Grosjean.
Alphonse Karr est aussi l'oncle de la journaliste féministe catalane Carme Karr (1865-1943).

## Style
Selon Patrice Delbourg, Karr, « avec Capus, avec Feydeau, avec Aurélien Scholl, symbolise l’esprit et l’humour du boulevard. [...] Une sorte de prince de l’esprit, d'Aristophane du trottoir. » C’était un spécialiste des bons mots, tantôt moralistes, tantôt acerbes, parfois misogynes.

Le Grand Chemin de la postérité par Benjamin Roubaud montre Alphonse Karr représenté en fin de course tel un démon moqueur regardant la troupe formée de Victor Hugo, Théophile Gautier, Cassagnac, Francis Wey, Paul Fouché, Eugène Sue, Alexandre Dumas,Alphonse de Lamartine, Frédéric Soulié, Honoré de Balzac, Alfred de Vigny ou George Sand, 1842

## Hommages
- Une rue de Paris porte son nom.

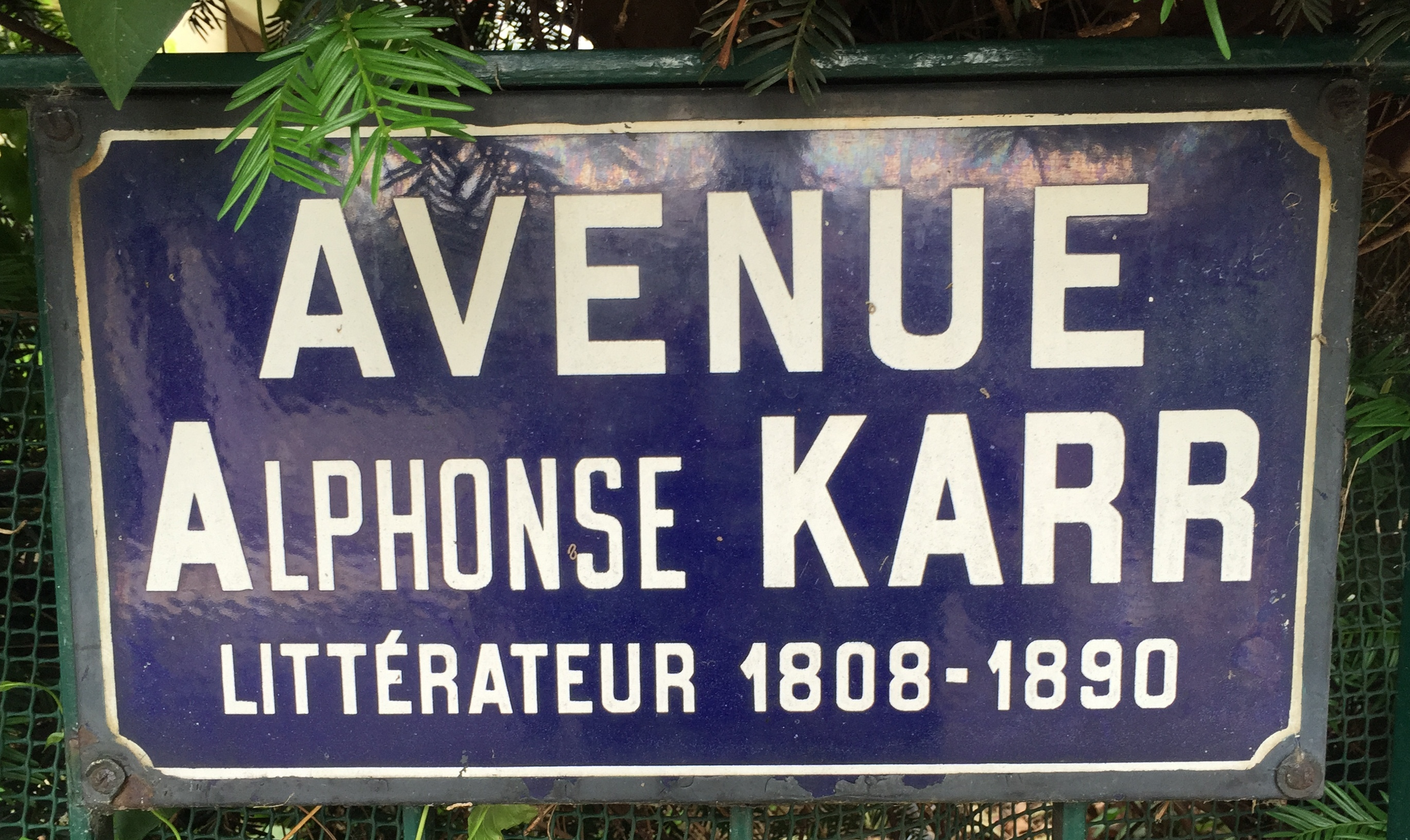
À Saint-Maur-des-Fossés.

- Un bambou, Alphonse Karr, porte son nom.
- Une rue d'Étretat porte son nom.
- Une sente de Sainte-Adresse porte son nom.
- Une rue de Châlons-en-Champagne porte son nom.
- une rue à Nantes porte son nom
- Une avenue de Saint-Maur-des-Fossés porte son nom.
- Une rue de Saint-Raphaël (centre-ville), un collège ainsi que le cimetière où il est enterré[17],[23].
- Une avenue près de Boulouris (Estérel Plage) ont été nommées en son honneur.
- Une rue de Nice a été renommée en son honneur.
- Un immeuble art déco de Nice porte le nom de "Palais Alphonse Karr". Construit en 1936, il est situé au coin de la rue Rossini et de la rue Alphonse Karr.
- Un collège de Mondoubleau, dans le Perche du Loir-et-Cher, porte son nom. Sa femme était originaire de ce village. Ils y possédaient une maison bourgeoise au cœur du village.
- Son vieil ami Gabriel-Vital Dubray (1813-1892) est mort alors qu'il modelait un buste destiné à orner sa tombe.
- Un buste est installé à Saint-Raphaël (sculptrice : Alice Fagny Sapet) et un autre dans la mairie d'Étretat (sculpteur : Ugo Cipriani)
- Un banc public porte le nom d'Alphonse Karr au Boucanet (Le Grau-du-Roi) sur la plage où il aimait se promener.
- Un titre de l'album F.D.T du rappeur Freeze Corleone porte son nom.
- La bande dessinée de Ghislaine Dulier et Serge Carrère, Saint-Raphaël entre Terres et Mer, Ed. Rayclame, 2019, a pour héros Alphonse Karr.

## Œuvres
- Sous les tilleuls, 1832 (lire en ligne).
- Dieu et Diable, 1833 (lire en ligne).
- Une heure trop tard, 1833.
- Fa Dièze, 1834.
- Vendredi soir, 1835.
- Histoire de Romain d’Étretat, 1836.
- Le Chemin le plus court, 1836.
- Les Paysans illustres, Plutarque des campagnes, 1838.
- Histoire de Napoléon, 1838.
- Einerley, 1838.
- Geneviève, 1838.
- Clothilde, 1839.
- Hortense, 1841.
- Pour ne pas être treize, 1841.
- Midi à quatorze heures, 1842.
- Am Rauchen, 1842.
- Feu Bressier, 1844.
- Voyage autour de mon jardin, 1845.
- La famille Alain, 1848 (lire en ligne).
- Sous les orangers, 1848.
- Le Livre des cent vérités, 1848.
- Une heure trop tard, 1850 (lire en ligne).
- Clovis Gosselin, 1851.
- Raoul Desloges, 1851.
- Les Fées de la mer, illustré par Lorentz, 1851.
- Contes et Nouvelles, 1852.
- Agathe et Cécile, 1853.
- Devant les tisons, 1853.
- Lettres écrites de mon jardin, 1853.
- Les Soirées de Sainte-Adresse, 1853.
- Les Femmes, 1853.
- Histoire d’un pion, suivie de l’Emploi du temps, de Deux dialogues sur le courage et de l’Esprit des lois, ou les Voleurs volés, 1854.
- Histoires normandes, 1855.
- Dictionnaire du pêcheur. Traité complet de la pêche en eau douce et en eau salée, 1855.
- Promenade hors de mon jardin, 1856.
- Encore les femmes, 1858.
- Une Poignée de vérités. Mélanges philosophiques, 1858 (lire en ligne).
- Roses noires et roses bleues, 1859.
- Au bord de la mer, 1860.
- La Pénelope normande, pièce en 5 actes et en prose, Paris, Vaudeville, 13 janvier 1860.
- En fumant, 1861.
- Hortense, 1861 (lire en ligne).
- De loin et de près, 1862.
- Sur la plage, 1862.
- Les Dents du dragon, 1869.
- Les Gaietés romaines, 1870.
- La Maison close, 1870.
- La Queue d’or, 1871.
- Roses noires et roses bleues, 1871 (lire en ligne).
- La Promenade des Anglais, 1874.
- Plus ça change et plus c’est la même chose, 1875.
- Le Crédo du jardinier, 1875.
- L’art d’être malheureux, 1876 (lire en ligne).
- On demande un tyran, 1877.
- Livre de bord, 1879-80.
- Bourdonnements, 1880.
- Grains de bon sens, 1880.
- Les Cailloux blancs du Petit Poucet, 1881.
- À l’encre verte. Miettes d’Histoire contemporaine, 1881.
- Sous les pommiers, 1882.
- Les points sur les i, 1882.
- À bas les masques, 1883.
- Dans la lune, 1883.
- La Soupe au caillou, histoires contemporaines, 1884.
- Roses et chardons, ou la Politique au jardin, 1886.
- Le pot aux roses, 1887.
- La Maison de l’ogre, 1890.
- Hélène, 1890.
- Au soleil, 1890.
- Le Siècle des microbes, 1891.

### Œuvres en ligne
- Œuvres de Alphonse Karr sur le projet Gutenberg
- et sur gallica.bnf.fr
- Dictionnaire français illustré de Larive et Fleury, Larive et Fleury (d)
- La Grande Encyclopédie, inventaire raisonné des sciences, des lettres, et des arts
- Feu Bressier
- Nouvelles en ligne sur la bibliothèque électronique de Lisieux :
  - Le Bal au cinquième étage, 1833.
  - Les Willis, 1856.
  - Un diamant, 1856.
  - Bouret et Gaussin, 1856.
  - Histoire d’un voisin, 1856.
  - Berthe et Rodolphe, 1856.
- Alphonse de Lamartine (1790-1869) : Lettre à Alphonse Karr, jardinier, 1857.

### Bibliographie

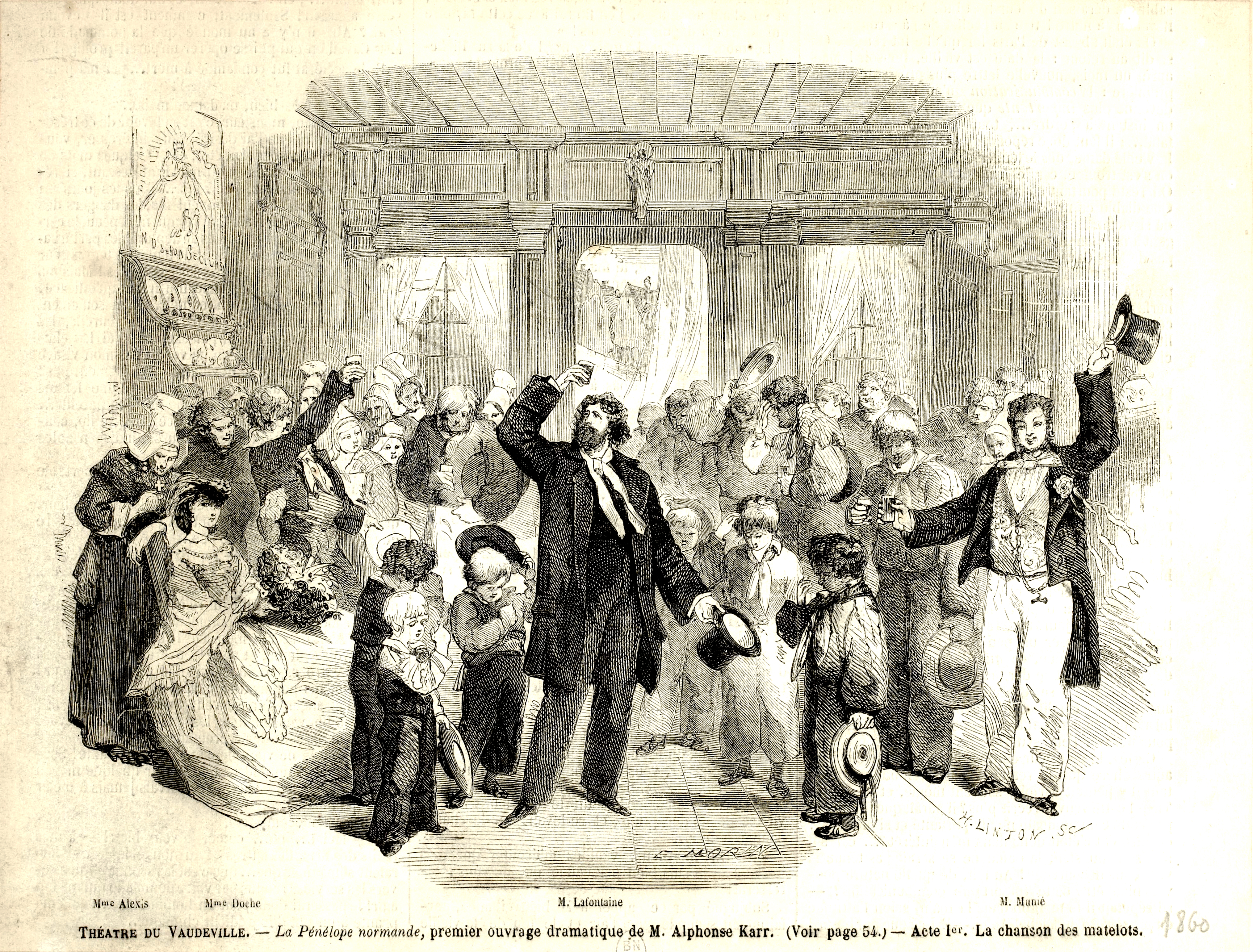
Gravure pour La Pénélope normande.